# Eudicella trimeni
Eudicella trimeni är en skalbaggsart som beskrevs av Oliver Erichson Janson 1884. Eudicella trimeni ingår i släktet Eudicella och familjen Cetoniidae. Inga underarter finns listade i Catalogue of Life.